# Olbiogaster polytaeniatus
Olbiogaster polytaeniatus är en tvåvingeart som först beskrevs av Jacques-Marie-Frangile Bigot 1891.  Olbiogaster polytaeniatus ingår i släktet Olbiogaster och familjen fönstermyggor. Inga underarter finns listade i Catalogue of Life.